# Ron Jones (Lehrer)
Ron Jones (* 1941 in San Francisco) ist ein ehemaliger US-amerikanischer Lehrer und Autor. 

## Leben
Ron Jones wuchs in San Francisco auf. Nach seinem Schulabschluss studierte er Pädagogik und Internationale Beziehungen an der Stanford University. Danach war er als Lehrer für Geschichte an verschiedenen Schulen tätig.
Ron Jones wurde bekannt dafür, dass er im Jahr 1967 in Palo Alto in Kalifornien mit einer Klasse der Cubberley High School das The-Third-Wave-Experiment zum Thema Faschismus durchführte. Das Experiment wurde in den Jahren 1981 und 2008 verfilmt. Der Schriftsteller Todd Strasser schrieb 1981 unter dem Pseudonym Morton Rhue einen Roman zu diesem Thema mit dem Titel The Wave, der 1984 in Deutschland mit dem Titel Die Welle. Bericht über einen Unterrichtsversuch, der zu weit ging. erschien. Ron Jones war auch als Berater bei der deutschen Verfilmung des Experiments, Die Welle, tätig.